# Garrett Birkhoff
Garrett Birkhoff (19. ledna 1911, Princeton, New Jersey, USA – 22. listopadu 1996, Water Mill, New York, USA) byl americký matematik, syn jiného slavného matematika George Davida Birkhoffa.

## Život
Birkhoff studoval mezi lety 1928 a 1932 na Harvard University. Po ukončení tohoto studia odešel na Cambridge University studovat matematickou fyziku ale v průběhu studia ji opustil a nakonec vystudoval abstraktní algebru pod vedením Philipa Halla.
Ačkoli tituly získané studiem v Británii nebyly v USA Birkhoffovi uznány, získal přesto místo učitele na Harvard University, kde zůstal až do konce své matematické kariéry.
Ve 30. a počátkem 40. let se Birkhoff zabýval abstraktní algebrou. Spolu se svými kolegy Marshallem Stonem a Saundersem MacLanem publikoval mnoho článků a několik knih o této tematice. Nejvýznamnější z těchto prací jsou Lattice Theory (1940), A Survey of Modern Algebra (1941), Algebra (1967) a zejména článek On the Structure of Abstract Algebras (1935), v němž položil základy univerzální algebry.
Během druhé světové války a po ní se Birkhoffův zájem přesunul k aplikované matematice. Za války pracoval na radarovém zaměřování a balistice. V padesátých letech napsal několik článků o hydrodynamice. Spolu se svým přítelem Johnem von Neumannem se začal zajímat o konstruování prvních elektronických počítačů. Pracoval také pro firmu General Motors a při této práci rozvinul několik numerických výpočtových metod jako například reprezentace hladkých křivek kubickým splinem.
Birkhoff publikoval více než 200 článků a vedl více než 50 doktorandů. Byl členem National Academy of Sciences a American Academy of Arts and Sciences.

## Některé Birkhoffovy publikace
- Seznam děl v Souborném katalogu ČR, jejichž autorem nebo tématem je Garrett Birkhoff
- 1967 (1940). Lattice Theory, 3rd ed. American Mathematical Society.
- 1997 (1941) (se Saundersem MacLanem). A Survey of Modern Algebra. A K Peters. ISBN 1-56881-068-7
- 1978 (1950). Hydrodynamics: A study in logic, fact, and similitude . Greenwood Press.
- 1957 (s E. Zarantellem). Jets, Wakes, and Cavities. Academic Press.
- 1989 (1962) (s Gian-Carlo Rotou). Ordinary Differential Equations. John Wiley.
- 1999 (1967) (se Saundersem MacLanem). Algebra. Chelsea. ISBN 0-8218-1646-2
- 1970 (s Thomasem Barteem). Modern Applied Algebra. McGraw-Hill.
- 1973. Source Book in Classical Analysis. Harvard Uni. Press.